# 獅子ヶ谷城
獅子ヶ谷城（ししがやじょう）は、神奈川県横浜市鶴見区獅子ケ谷3丁目と港北区師岡町の境にあった安土桃山時代から江戸時代初頭とされる日本の城（山城）。御薗城（みそのじょう）、獅子ヶ谷殿山（ししがやとのやま）ともいう。

## 概要
鶴見川に面した獅子ヶ谷地区の谷を臨む標高45メートルの「殿山」上に位置する。山頂は東西100メートル×南北60メートル程の平坦地となっており、南西端に土塁と空堀が残るという。現在は「獅子ヶ谷市民の森」となっている。
殿山と山麓の上獅子ヶ谷村は、江戸幕府の旗本・小田切氏の所領であり、1812年（文化9年）完成の『寛政重修諸家譜』によれば、小田切光猶が1597年（慶長2年）から1607年（慶長12年）にかけて居住していたとする。これに対し1830年（文政13年）完成の『新編武蔵風土記稿』では、光猶の息子小田切須猶（美作守）が慶長年間に住んでいたとしている。また『風土記稿』では、小田切氏の江戸移住に際し、屋敷を上獅子ヶ谷村名主の横溝氏に譲ったと伝わる。現在殿山の南東麓には江戸時代末期に建築された横溝家（横浜市指定有形文化財「旧横溝家住宅」）があり、みその公園「横溝屋敷」として公園化されている。横溝屋敷が旧小田切氏屋敷とすると、背後の殿山は詰城と考えられる。
なお、『日本城郭大系』では横溝屋敷背後の山が獅子ヶ谷城となっているが、横浜市の埋蔵文化財包蔵地地図では獅子ヶ谷の谷地を挟んで向かい側の丘陵（こちらも獅子ヶ谷市民の森となっている）を獅子ヶ谷城（遺跡番号・鶴見区47）とし、横溝屋敷背後の山は縄文・弥生時代の遺跡（遺跡番号・港北区192）とのみ記載しており、情報に相違がある。